# Narón
Narón är en kommun i Spanien. Den ligger i provinsen A Coruña i den autonoma regionen Galicien i nordvästra delen av landet, 500 km väster om huvudstaden Madrid. Antalet invånare är 39 285 (2024). Arean är 66,91 kvadratkilometer.
Klimatet i området är tempererat. Årsmedeltemperaturen i trakten är 12 °C. Den varmaste månaden är juli, då medeltemperaturen är 18 °C, och den kallaste är januari, med 5 °C. Genomsnittlig årsnederbörd är 1 595 millimeter. Den regnigaste månaden är november, med i genomsnitt 242 mm nederbörd, och den torraste är augusti, med 33 mm nederbörd.